# Arthurs letzter Schwur
Arthurs letzter Schwur (englisch Excalibur) ist ein historischer Roman des britischen Autors Bernard Cornwell. Der Roman erschien im Jahr 1997 in Großbritannien und wurde in der deutschen Übersetzung im Jahr 2000 vom Rowohlt Verlag veröffentlicht. Arthurs letzter Schwur ist der dritte und abschließende Teil der Trilogie Die Artus-Chroniken (englisch The Warlord Chronicles), die im Britannien des fünften und sechsten Jahrhunderts spielt. Der erste Teil der Trilogie, Der Winterkönig, erschien 1996 in Deutschland, der zweite Teil, Der Schattenfürst, im Jahr 1997.

## Handlung
Der Roman spielt zum größten Teil im Königreich Dumnonia (im heutigen Südengland/Cornwall) am Ende des fünften Jahrhunderts. Die Erzählperson ist ein Krieger namens Derfel, der in hohem Alter in Diensten des Bischofs Samsun steht und im Geheimen seine Geschichte niederschreibt.
Der Beginn der Handlung schließt nahezu direkt an das Handlungsende von Der Schattenfürst an. Unter Arthur herrscht weitgehend stabiler Frieden über Dumnonia. Er regiert, wenn auch nicht dem Titel nach, über das Land. Der König, Mordred, ist so gut wie entmachtet. Lancelot, dessen Putschversuch in Dumnonia gescheitert ist, ist zu den Sachsen geflohen, während Arthurs Frau Guinevere, die an Lancelots Putsch beteiligt war, in Ynys Wydryn (Glastonbury) in Gefangenschaft lebt.
Die Sachsen stellen jedoch nach wie vor eine Bedrohung für die britannischen Königreiche dar und so beschließt Merlin, in einer großen Zeremonie bei Mai Dun (Maiden Castle, Dorset) die Reliquien Britanniens, die er über Jahre gesammelt und verwahrt hatte, zu verbrennen, um so die alten Götter herbeizurufen. Bevor die Zeremonie an Samhain beginnt, wird der Krieger Derfel beauftragt, zum sächsischen König Aelle zu reisen, um diesen dazu zu bringen, sich gegen Cerdic, einen anderen Sachsenkönig zu wenden. Es stellt sich jedoch heraus, dass sich auch Cerdic gerade an Aelles Hof befindet. Cerdic fordert den Tod Derfels. Aelle, der wie sich herausgestellt hat, Derfels Vater ist, lässt Derfel die Chance eines Zweikampfs gegen einen sächsischen Krieger. Derfel gewinnt den Kampf und darf unbeschadet nach Hause zurückkehren, ohne jedoch Aelle von seinem Vorschlag überzeugt zu haben.
Bei der Zeremonie von Mai Dun stellt sich heraus, dass Nimue, Priesterin und Geliebte Merlins, nicht nur vorhat, die Reliquien zu opfern, sondern auch Arthurs Sohn Gwydre. Arthur und Derfel verhindern jedoch die Tat und ziehen Nimues wilden Zorn auf sich, da die Zeremonie unvollendet bleibt.
Wenige Monate später greifen überraschend die Sachsen Dumnonia an. Derfel gelingt es, sich mit Ceinwyn, seinen Töchtern, Guinevere und wenigen Truppen zum Mynydd Baddon (auch Mount Baddon) zu retten, wo sie bald von sächsischen Truppen belagert werden. Als Arthur und Cuneglas, der König von Powys, eintreffen, werden die Sachsen geschlagen. Aelle findet den Tod durch seinen Sohn Derfel und Lancelot wird gehängt. Doch auch auf der Gewinnerseite gibt es große Verluste. Cuneglas stirbt im Kampf; der Barde Taliesin besingt seinen Tod.
Für die Unterstützung durch das Königreich Gwent muss Arthur einen Preis bezahlen: er soll seine Macht über Dumnonia abgeben. Arthur zieht sich, wieder mit Guinevere zusammen, der er verziehen hat, nach Siluria zurück, um in Frieden zu leben. Derfel wird als einer der Anführer von Dumnonias Armee zurückgelassen; jedoch kursiert bald die Nachricht über den Tod des gerade erst wieder eingesetzten König Mordred.
Derfel reist angesichts dieser Neuigkeiten zu Arthur. Er erfährt, dass Gwydre, Arthurs Sohn und mittlerweile verheiratet mit Derfels Tochter Morwenna, den Wunsch hegt, König von Dumnonia zu werden. Nach seiner Rückkehr nach Dumnonia wird Derfel von Mordred gefangen genommen, der seinen Tod nur vorgetäuscht hat. Mordred hasst Derfel und Arthur und plant, sich alsbald an ihnen zu rächen. Dank des Barden Taliesin gelingt Derfel die Flucht zurück zu Arthur.
Nach kurzer Zeit wird Derfels Frau Ceinwyn schwer krank. Er findet heraus, dass die Priesterin Nimue dahintersteckt und im Gegenzug für Ceinwyns Genesung Arthurs Sohn Gwydre und sein Schwert Excalibur fordert. In Nimues Gewahrsam findet er außerdem Merlin, dem sie das Augenlicht genommen hat. Verzweifelt und Rat suchend wendet sich Derfel an Arthurs Schwester Morgan, vormals ebenfalls eine Priesterin, nun überzeugte Christin. Sie verspricht Derfel, Ceinwyn zu heilen, doch muss er Christ werden und fortan ihrem Gemahl, dem Bischof Samsun, dienen. Außerdem muss Derfel sich eine Hand amputieren lassen. Derfel willigt ein und Ceinwyn wird wieder gesund.
Die Gefahr, die von Mordred ausgeht, besteht jedoch immer noch; bei Camlann schließlich gelingt es ihm, Arthur und Derfel zu stellen. Mordred findet den Tod, während Arthur verwundet wird. Auch Nimue, die vorher Merlin umgebracht hat, trifft ein, muss jedoch mitansehen, wie Derfel Excalibur ins Meer schleudert, um das Schwert ihrem Zugriff zu entziehen. Derfel sieht schließlich, wie Arthur, Guinevere, Gwydre und Morwenna nach Avalon davonsegeln. Derfel und Ceinwyn, die darauf besteht, an seiner Seite zu sein, bleiben in Britannien zurück, auch weil Derfel durch seinen Eid an Bischof Samsun gebunden ist.

## Figuren der Handlung
In der Handlung werden sehr viele historische Personen und Sagenfiguren eingeführt, die für die Romanhandlung eine tragende Rolle spielen. Mehrere Personen, wie etwa der Protagonist Derfel, sind fiktiv. Zur besseren Übersicht sind die wichtigsten Charaktere nach ihrer Relevanz für die Handlung gelistet.
- Derfel, auch Lord Derfel Cadarn, Erzähler der Handlung
- Merlin, Druide und Lord von Avalon
- Nimue, Merlins Geliebte
- Arthur, Kriegsherr und König Uthers illegitimer Sohn
- Morgan, Arthurs Schwester, eine Priesterin
- Mordred, König Uthers Enkel, Kindkönig von Dumnonia
- Cuneglas, König von Powys
- Ceinwyn, Schwester von Cuneglas und Derfels Geliebte
- Morwenna, Derfels und Ceinwyns älteste Tochter
- Guinevere, Arthurs Frau
- Gwydre, Arthurs und Guineveres Sohn
- Lancelot, König von Benoic im Exil
- Galahad, Lancelots Halbbruder
- Meurig, König von Gwent
- Sansum, ein christlicher Priester, später Bischof
- Aelle, ein Sachsenkönig
- Cerdic, ein Sachsenkönig
- Taliesin, ein Barde

## Rezensionen
- Rezension auf histo-couch.de
- Englische Rezensionen und Bewertungen auf goodreads.com